# Калчо Танев
Калчо Танев Танев е български офицер, генерал-майор.

## Биография
Роден е на 20 септември 1950 г. в Бургас. През 1969 г. завършва техникума по механотехника. През 1974 г. завършва Висшето народно въздушно училище „Георги Бенковски“ в Долна Митрополия. Започва да служи в десети смесен авиационен корпус. След това в авиобаза Чешнегирово до 1989 г. В периода 18 септември 1987 – 14 септември 1989 е командир на двадесет и пети изтребителен авиополк. От 1990 г. е старши инспектор на щурмовата авиация. През 1991 г. учи в Генералщабната академия в Москва.
От 1992 г. е началник „Бойна подготовка на авиацията на ВВС“. През май 1994 г. му е дадено генералско звание. От 1993 – 1 септември 1996 г. е командир на десети смесен авиационен корпус, от която дата е назначен за командир на новосъздадения корпус ПВО в Божурище. Две години по-късно става първи заместник-началник на Главния щаб на ВВС. На 6 май 1998 г. е освободен от длъжността командир на корпус „Противовъздушна отбрана“ и назначен за първи заместник-началник на Главния щаб на Военновъздушните сили, считано от 7 май 1998 г.
На 7 юли 2000 г. е удостоен с висше военно звание генерал-майор, освободен от длъжността първи заместник-началник на Главния щаб на Военновъздушните сили и назначен за заместник-началник на Главния щаб на Военновъздушните сили по операциите. На юни 2002 г. е освободен от длъжността заместник-началник на Главния щаб на Военновъздушните сили по операциите и назначен за началник на Главното оперативно управление на Генералния щаб на Българската армия. На 3 май 2004 г. е освободен от длъжността началник на Главното оперативно управление в Генералния щаб на Българската армия. Между 2004 и 2007 г. е аташе по отбраната в Украйна. Членува в партията „Република БГ“, като е член на нейното национално ръководство.

## Образование
- Висше народно военновъздушно училище „Георги Бенковски“ – 1974 г.
- Военна академия на Генералния щаб на СССР „К. Е. Ворошилов“ – 1991 г.

## Военни звания
- Лейтенант (1974)
- Генерал-майор (май 1994) - преименувано на бригаден генерал
- Генерал-майор (7 юли 2000) – бивше генерал-лейтенант